# 17262 Винокур
17262 Винокур (17262 Winokur) — астероїд головного поясу, відкритий 9 травня 2000 року.
Тіссеранів параметр щодо Юпітера — 3,574.